# Lill-Björkvattnet, Norrbotten
Lill-Björkvattnet är en sjö i Kalix kommun i Norrbotten och ingår i Sangisälvens huvudavrinningsområde. Sjöns area är 0,155 kvadratkilometer och den är belägen 91 meter över havet.